# Rinascimento

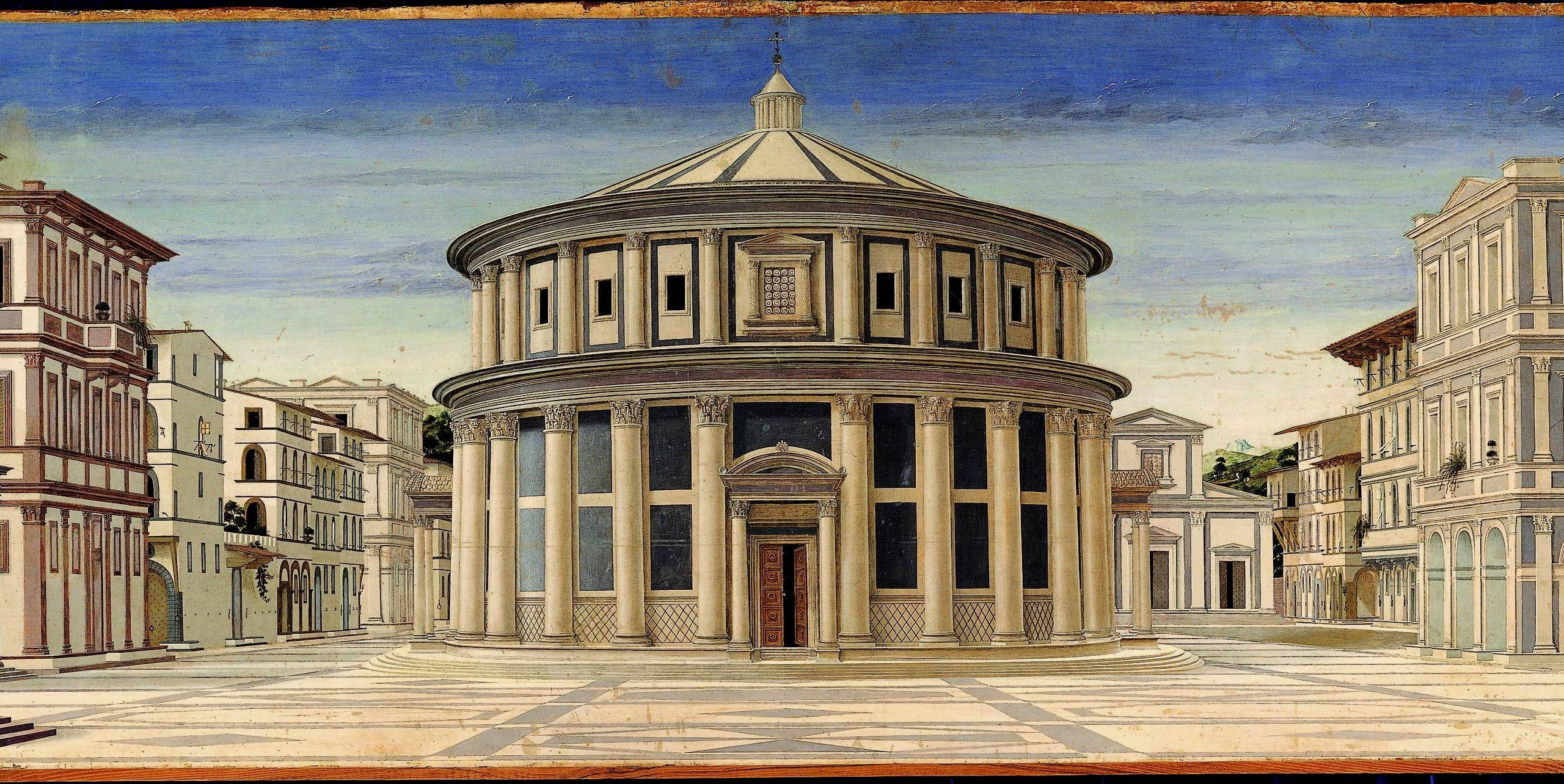
La Città ideale del Rinascimento, che esprime, interpretando l'omonimo paradigma, l'idea di perfezione della classicità "moderna". Il dipinto è anonimo, probabilmente omaggio a Leon Battista Alberti, ed è esposto alla Galleria nazionale delle Marche di Urbino.

Il Rinascimento fu un periodo storico che si sviluppò in Italia tra la fine del Medioevo e l'inizio dell'Età Moderna in un arco di tempo che va dalla metà del quindicesimo secolo, fino alla fine del sedicesimo secolo. I suoi limiti cronologici conoscono ampie differenze tra discipline ed aree geografiche.
Vissuto dalla maggior parte dei suoi protagonisti come un'età di cambiamento, maturò un nuovo modo di concepire il mondo e sé stessi, sviluppando le idee dell'Umanesimo, nato in ambito letterario nel quattordicesimo secolo per il rinato interesse degli studi classici, per opera soprattutto di Francesco Petrarca, e portandolo a influenzare per la prima volta anche le arti figurative e la filosofia corrente.

## Contesto storico

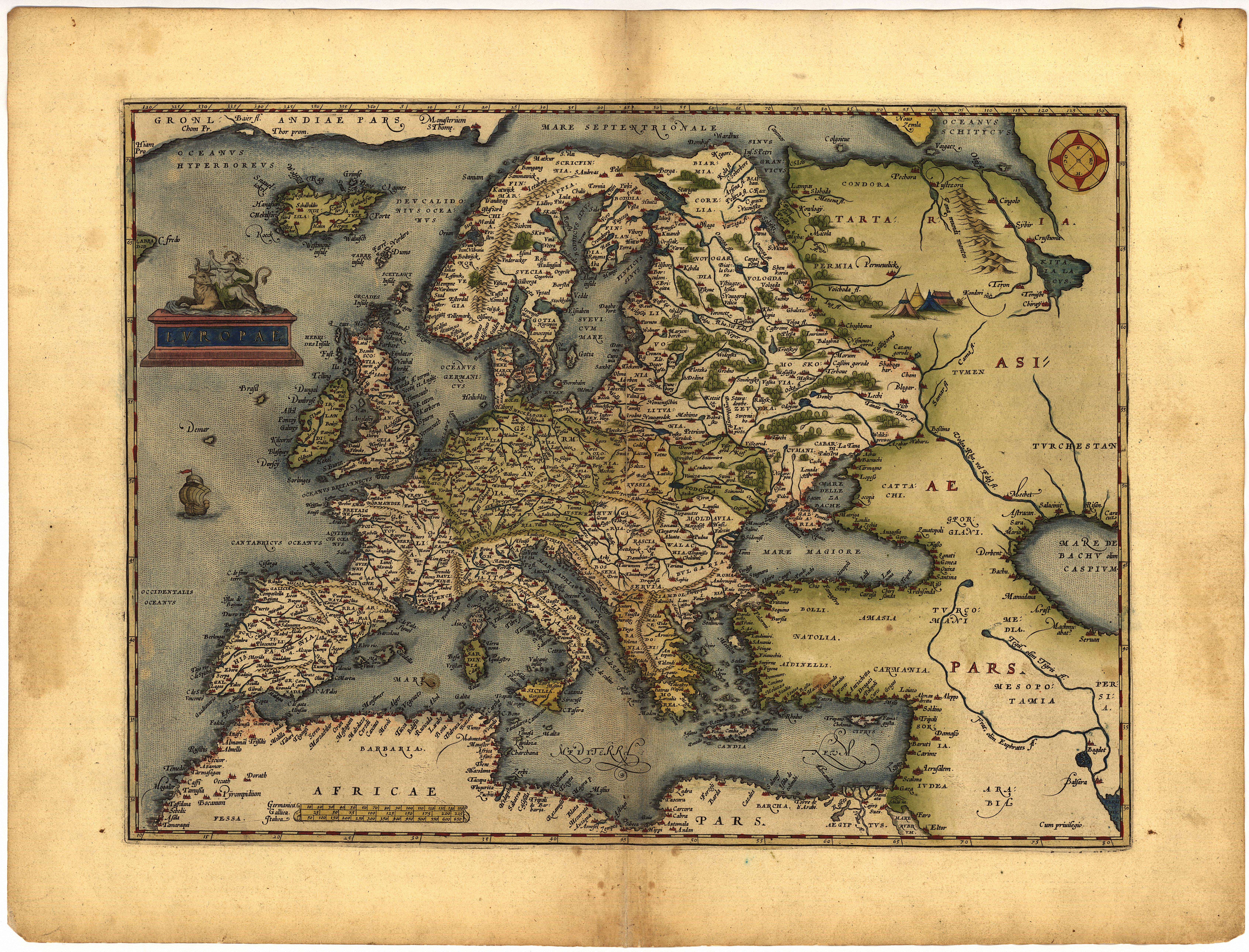
Carta d'Europa del 1572 del cartografo Abramo Ortelio

Il XV secolo fu un periodo di grandi sconvolgimenti economici, politici, religiosi e sociali, infatti viene assunto come epoca di confine tra basso Medioevo ed età moderna dalla maggior parte degli storiografi, sebbene con alcune differenze di datazione e di prospettiva.
Tra gli eventi di maggior rottura in ambito politico ci furono la questione orientale, segnata dall'espansione dell'Impero ottomano (il quale, dopo la caduta di Costantinopoli nel 1453, giunse a minacciare l'Ungheria e il territorio austriaco) e un'altra occidentale, caratterizzata dalla nascita degli Stati moderni, tra cui le monarchie nazionali di Francia, Inghilterra e Spagna, così come l'impero di Carlo V, che a differenza degli imperi medievali presenta un progetto di accentramento del potere, tipico delle istituzioni politiche moderne; pertanto, la rinascita dell'impero di Carlo V può essere vista anche come un ritorno alla dimensione sovranazionale che caratterizzava il Medioevo.

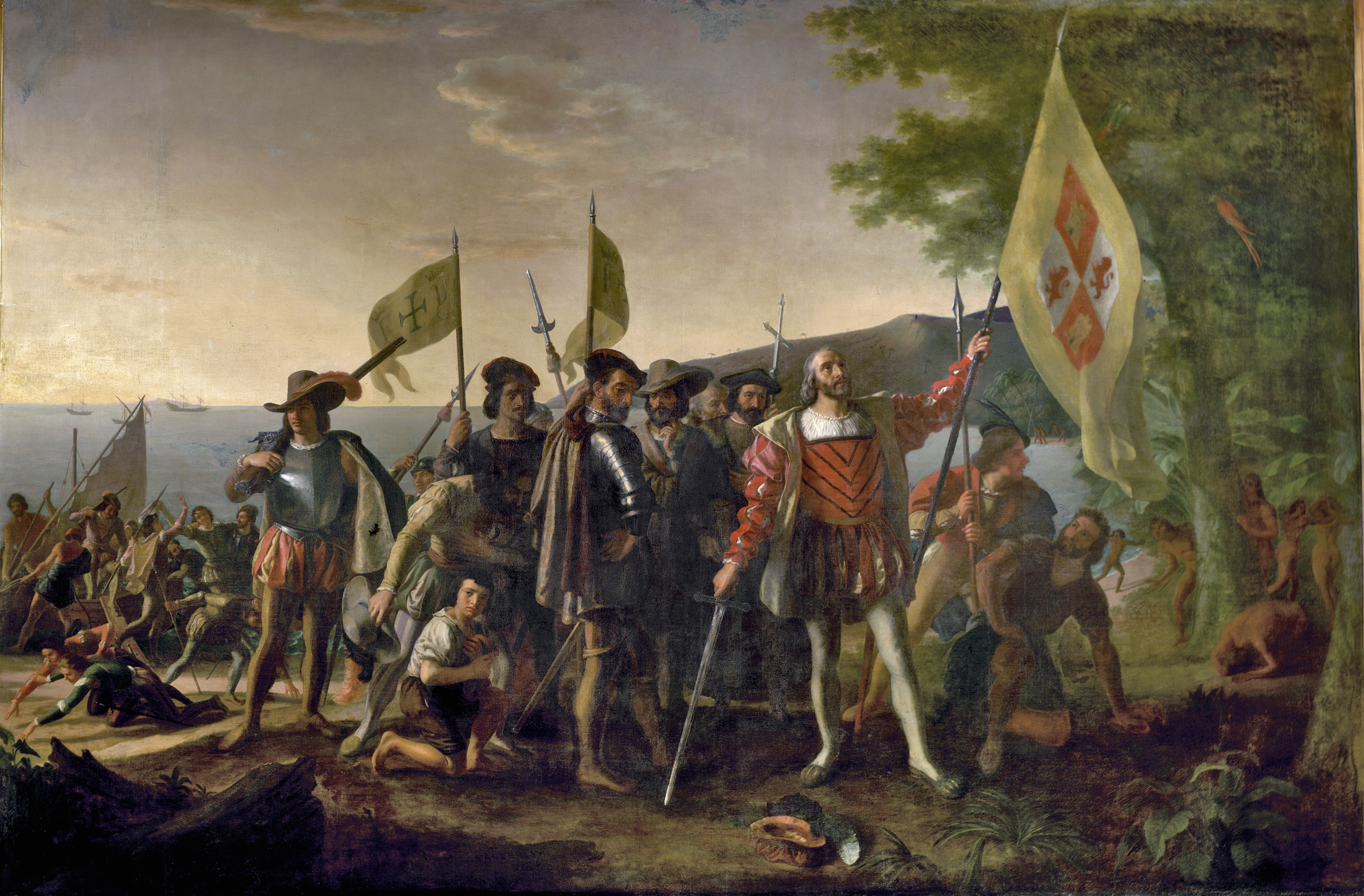
Lo sbarco di Colombo nelle Americhe, 1492

In ambito economico e sociale, con la scoperta del Nuovo Mondo, avvennero espansioni coloniali che allargarono a dismisura l'orizzonte del mondo europeo. Iniziarono enormi trasformazioni in Europa, accompagnate da squilibri e contraddizioni: se da una parte si fece spazio l'economia mercantile su scala mondiale, dall'altra le campagne restarono legate a realtà tipiche dell'economia feudale. Il fulcro del commercio si spostò inoltre dal Mar Mediterraneo verso il Nord Europa e l'Oceano Atlantico.
In ambito religioso avvenne la Riforma protestante, cioè lo scisma fra Chiesa cattolica e Chiesa protestante. La Riforma intendeva rinnovare la Chiesa romana, stigmatizzandone le rilassatezze e le corruzioni come già in precedenza era accaduto in occasioni di vari tentativi di rinnovamento sia all'interno sia all'esterno della Chiesa stessa, ma finì per costituire una realtà indipendente non solo per l'intransigenza delle rispettive posizioni ideologiche, ma anche a causa dei risvolti politici con cui essa si intrecciò.

### Periodizzazione
Quando si parla di Rinascimento risulta piuttosto difficile stabilirne una data di inizio e una di fine, che variano a seconda delle discipline. In storiografia si tende a considerare il Rinascimento come il periodo che va dal 1492, con la scoperta dell'America, al 1559, con la Pace di Cateau-Cambrésis. Nei moderni manuali di storia dell'arte, Giotto è considerato tra gli anticipatori del Rinascimento grazie alla sua tecnica artistica innovativa, ripresa e valorizzata poi da Masaccio.
È accertato comunque che un notevole rinnovamento culturale e scientifico si sviluppò negli ultimi decenni del XIV secolo e nei primi del XV secolo principalmente a Firenze. Da qui, tramite gli spostamenti degli artisti, il linguaggio fu esportato nel resto d'Italia (soprattutto a Venezia e Roma), poi, nel corso del XVI secolo, in tutta Europa. Altri importanti centri rinascimentali in Italia, oltre alle già citate Venezia e Roma, furono Rimini, Ferrara, Urbino, Siena, Padova, Perugia, Vicenza, Verona, Mantova, Milano e Napoli. Da quest'ultima città, attorno alla metà del Quattrocento, le forme rinascimentali peculiari vennero successivamente esportate nella penisola iberica.

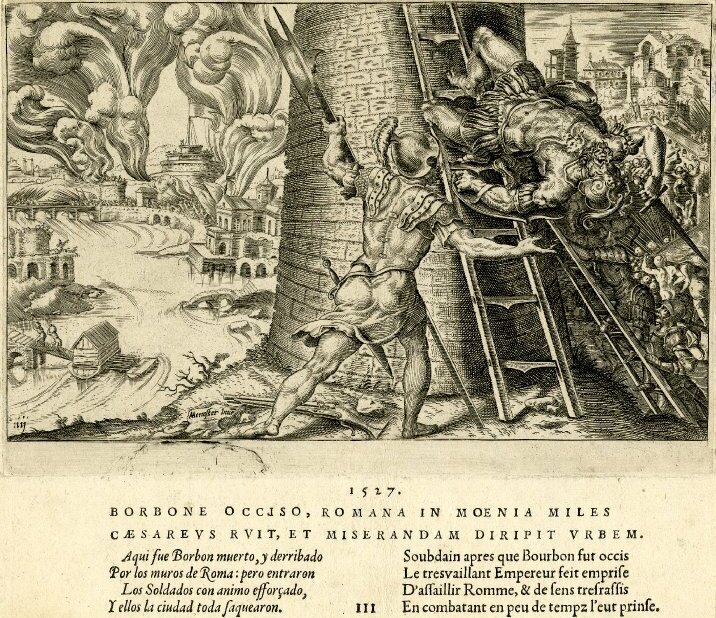
Il Sacco di Roma, incisione di Maarten van Heemskerck, 1527

Una prima crisi del Rinascimento fiorentino si sarebbe avuta dopo la morte di Lorenzo il Magnifico (1492) e la presa di potere da parte di Girolamo Savonarola, il quale tuttavia, se da un lato istituì una repubblica teocratica mirante a colpire gli aspetti più paganeggianti e lussuriosi sul Rinascimento, dall'altra innescò un processo di ripensamento e rinnovamento della tradizione religiosa, destinata a durare ben oltre la sua esecuzione al rogo nel 1498.
Bertrand Russell e alcuni studiosi pongono la data della fine del Rinascimento al 6 maggio 1527, quando le truppe spagnole e tedesche saccheggiarono Roma. Per la maggior parte degli storici dell'arte e della letteratura il passaggio dal Rinascimento al manierismo avviene in Italia negli anni venti del Cinquecento e non oltre la metà del XVI secolo, mentre nella storia della musica la conclusione si situerebbe più avanti, attorno al 1600.

## Rinascimento, Medioevo e antichità

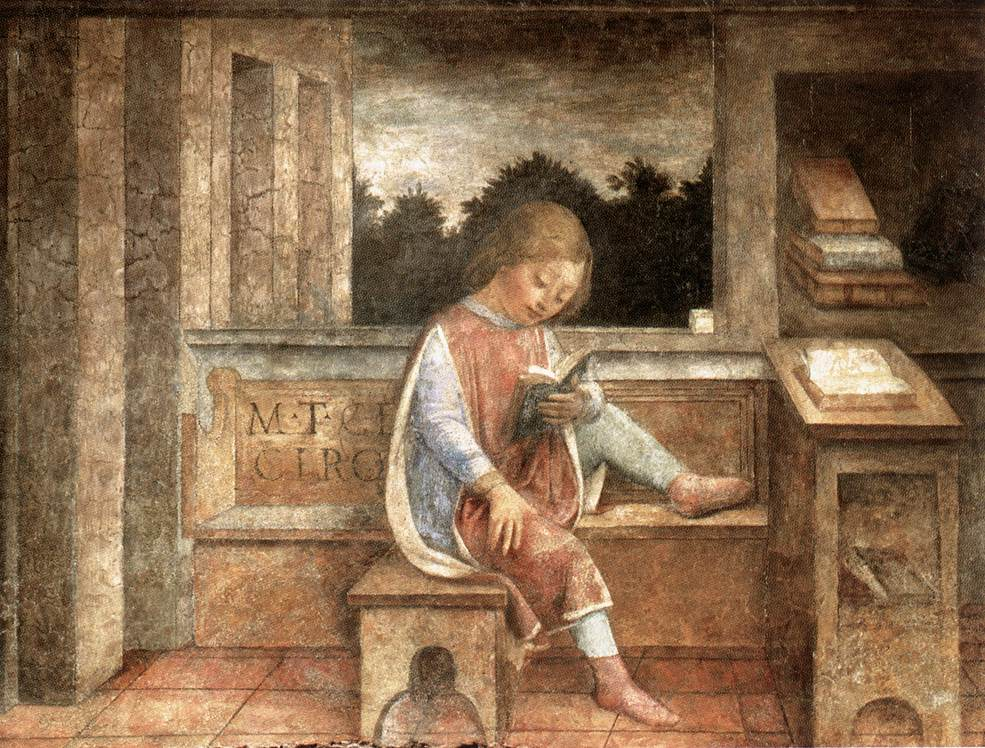
Vincenzo Foppa, Fanciullo che legge Cicerone (1464), Wallace Collection, Londra

A dire il vero, la ripresa dei modi dell'età classica greca e romana e la rinnovata consapevolezza di discendenza e legame col mondo antico non fu una novità del XIV secolo, anzi nel corso del Medioevo si erano avute varie rinascite e rinascenze: la rinascenza longobarda, carolingia, ottoniana, la rinascita dell'anno Mille e il rinascimento del XII secolo.
Ma ci sono almeno due aspetti che caratterizzano inequivocabilmente il Rinascimento rispetto a queste esperienze precedenti:
1. la grande diffusione e la continuità spontanea del movimento, contro il carattere passeggero delle "rinascite" precedenti legate prevalentemente ad ambienti di corte, sebbene studiosi come Burdach individuino in esse proprio la genesi del Rinascimento;
2. la consapevolezza di una frattura tra mondo moderno e antichità, con un'interruzione rappresentata dai "secoli bui", chiamati poi età di mezzo o Medioevo, la cui presunta oscurità fu tuttavia strumentalizzata proprio per accentuare la portata rinnovatrice della nuova epoca.

Inoltre, il passato che le personalità del Rinascimento aspiravano a rievocare non era qualcosa di aulico e mitologico, ma anzi, tramite gli strumenti moderni della filologia e della storia, essi cercavano una fisionomia dell'antico più vera e autentica possibile.
Infine, il passato classico non veniva imitato servilmente, ma rielaborato come esempio e fonte di ispirazione per nuove creazioni originali.

## Interpretazioni

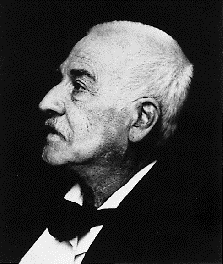
Jacob Burckhardt

Esistono diverse interpretazioni del Rinascimento. Particolarmente dibattuta è la questione se esso sia da considerare come un momento di rottura, o viceversa come una fase di proseguimento rispetto al Medioevo. Naturalmente i cambiamenti non avvennero in modo repentino e il retaggio medievale in generale non venne abbandonato. Ad ogni modo, il primo grande interprete del Rinascimento si è avuto nell'Ottocento con Jacob Burckhardt, il quale sosteneva la tesi della discontinuità rispetto al Medioevo, sottolineando come l'uomo medievale non avesse secondo lui nessun valore se non come membro di una collettività o di un ordine, mentre solo nel Rinascimento avrebbe preso avvio in Italia un atteggiamento, segnato dalla nascita delle signorie e dei principati, più libero e individualistico da parte dell'uomo nei confronti della politica e della vita in generale. Burckhardt definisce i due periodi rispettivamente con tre aggettivi, per cui il Medioevo sarebbe stato trascendentista, teocentrico e universalista, e il Rinascimento invece immanentista, antropocentrico e particolarista.

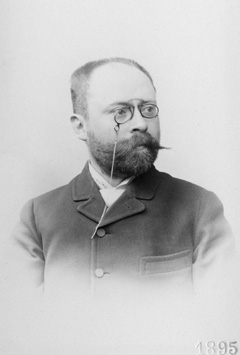
Konrad Burdach

Agli inizi del Novecento si è avuta tuttavia una forte reazione alle idee di Burckhardt, impersonata soprattutto da Konrad Burdach, che è il massimo sostenitore della continuità tra Medioevo e Rinascimento. Secondo Burdach non vi è nessuna rottura fra i due periodi, che costituiscono dunque un'unica grande epoca... e se proprio si vuole parlare di rinascita bisogna addirittura risalire all'anno Mille. Egli si accorge infatti che i temi della Riforma luterana erano già contenuti nelle eresie medioevali, e che Medioevo e Rinascimento hanno una stessa fonte in comune: il mondo classico. Burdach dice persino che il Rinascimento è un'invenzione religiosa italiana che dovrebbe essere ampiamente rivalutata; non esiste alcun Medioevo oscurantista e l'idea di Rinascimento è da retrodatare. Questa tesi venne continuata da alcuni studiosi francesi della scuola degli Annales, mentre in Italia fu divulgata dalle opere di Étienne Gilson.
Più recente è l'interpretazione di Eugenio Garin, il quale, dopo essere stato sostenitore della tesi della discontinuità, ha rivisto il suo giudizio evidenziando anche gli aspetti di continuità rispetto al Medioevo, attestandosi su posizioni che smorzano decisamente il carattere di contrapposizione tra le due epoche.

## Il ruolo dell'uomo

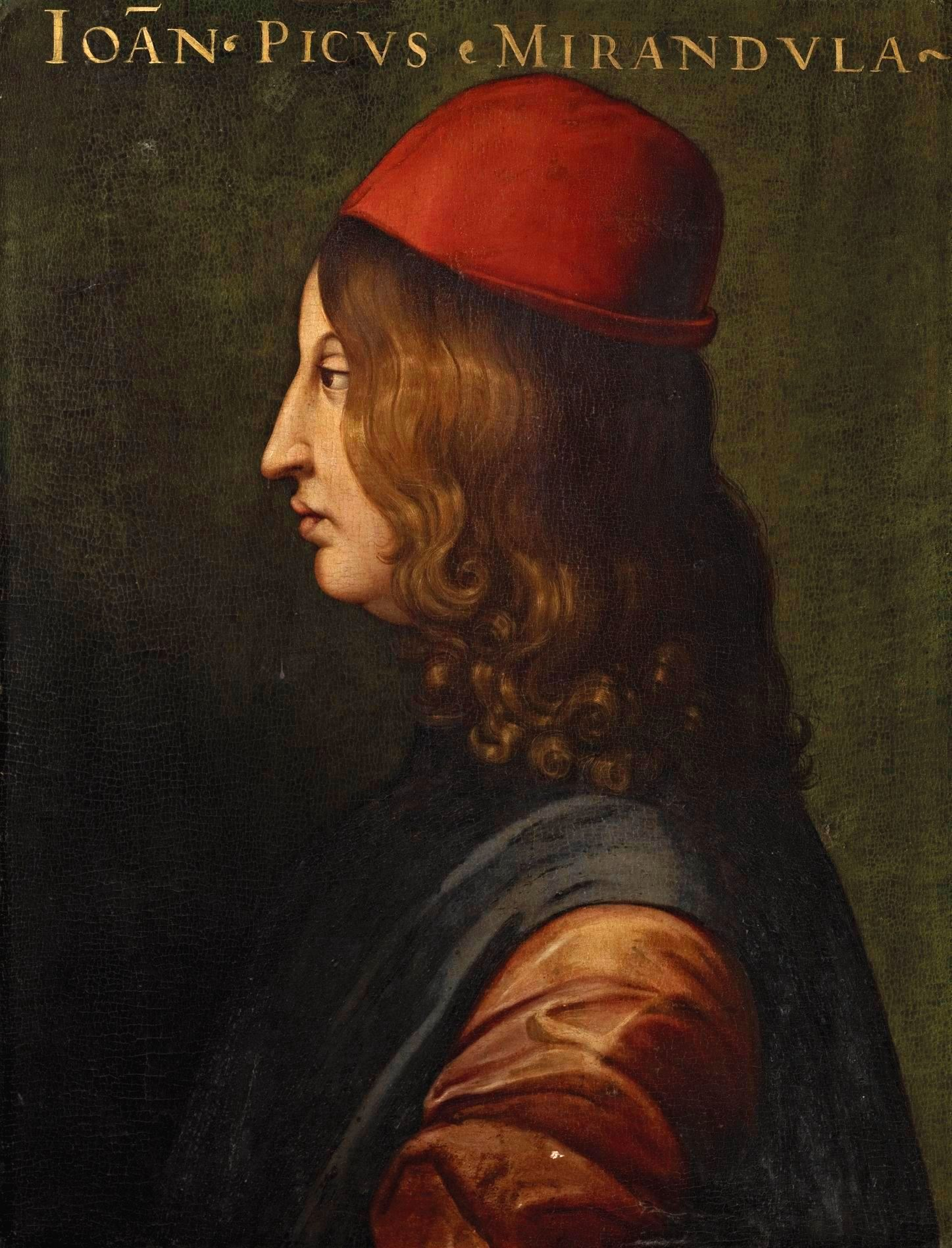
Pico della Mirandola

Secondo Burckhardt, la nuova percezione dell'uomo e del mondo che gli stava intorno sarebbe stata molto diversa nell'età rinascimentale da quella dei secoli precedenti. Il singolo individuo sarebbe stato ormai visto come un soggetto unico in tutto il creato, in grado di autodeterminarsi e di coltivare le proprie doti, con le quali potrà vincere la Fortuna (nel senso latino, "sorte") e dominare la natura modificandola. Celebre è l'affermazione attinta dal mondo classico homo faber ipsius fortunae («l'uomo è artefice della propria sorte»), che venne ripresa anche nell'orazione De hominis dignitate di Pico della Mirandola, una sorta di manifesto del pensiero dell'epoca, dove l'uomo è presentato come "libero e sovrano artefice di se stesso", con la potenza divina relegata ormai sullo sfondo.

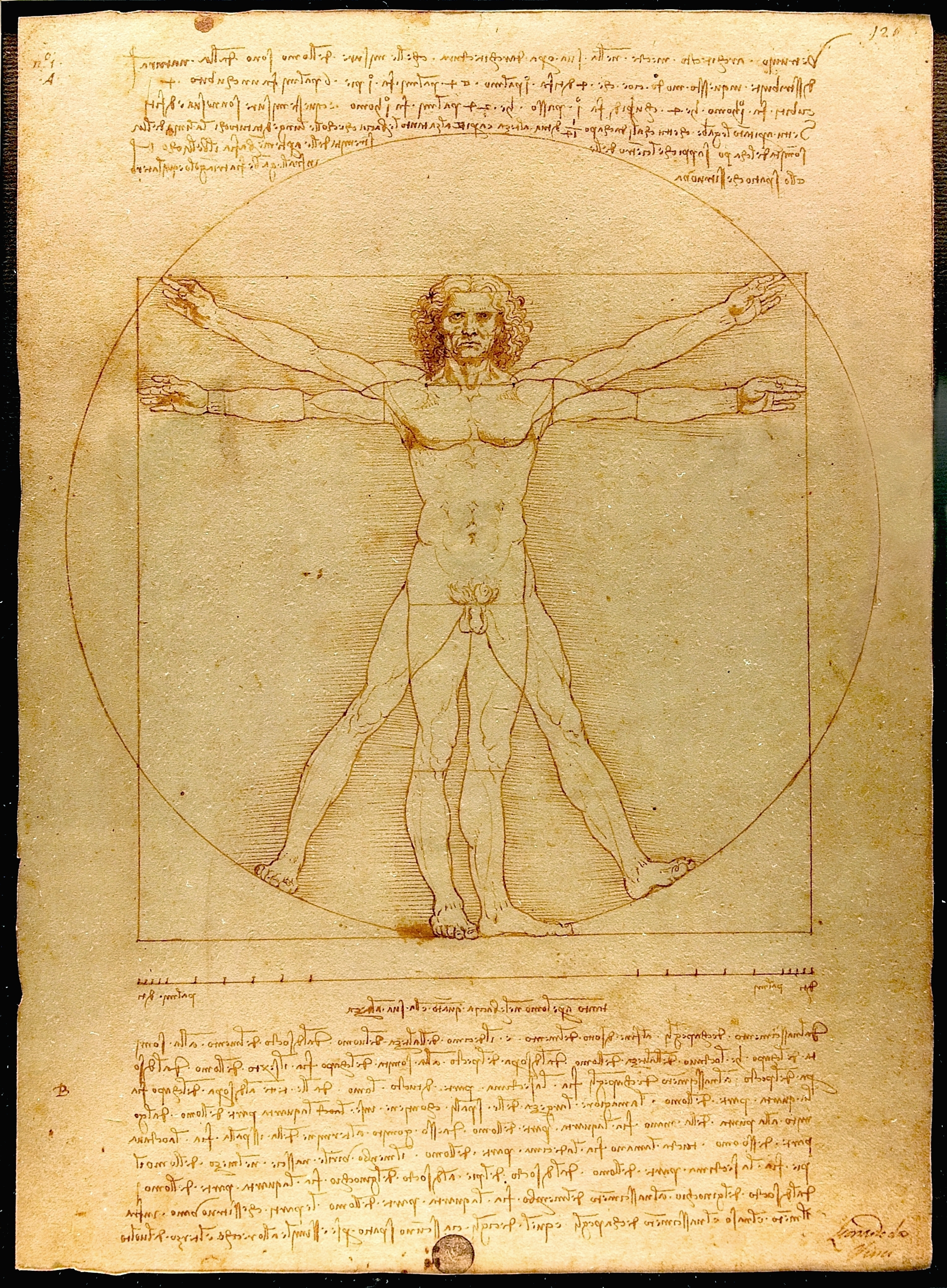
Luomo vitruviano di Leonardo

La valorizzazione di tutte le potenzialità umane è alla base della dignità dell'individuo, con il rifiuto della separazione tra spirito e corpo: la ricerca del piacere e della felicità mondana non sarebbe più rivestita di colpevolezza e disonestà, ma anzi elogiata in tutte le sue forme (De voluptate, Lorenzo Valla). Nuovo valore verrebbe dato ora alla dialettica, allo scambio di opinioni e informazioni, al confronto. Non a caso la maggior parte della letteratura umanistica ha la forma di un dialogo, esplicito (come nel Secretum di Petrarca) o implicito (come le epistole), dove è al centro la fiducia nella parola e nella collaborazione civile, sebbene la vita associata fosse una caratteristica già dell'epoca comunale.
Questa nuova concezione si sarebbe diffusa con entusiasmo, ma, basandosi sulle forze dei singoli individui, non sarebbe stata priva di lati duri e angoscianti, sconosciuti nel rassicurante sistema medievale. Alle certezze del mondo tolemaico, si sostituirono le incertezze dell'ignoto, alla fede nella Provvidenza si avvicendò la più volubile Fortuna e la responsabilità dell'autodeterminazione comportava l'angoscia del dubbio, dell'errore, del fallimento. Questo rovescio della medaglia, più sofferto e spaventoso, si ripresentò ogni volta che il fragile equilibrio economico, sociale e politico veniva meno, togliendo il sostegno agli ideali.
Burdach tuttavia mette in rilievo come i concetti di rinascita e rinnovamento di sé fossero una prerogativa già del Medioevo, ad esempio del ravvivamento religioso che si era avuto con Gioacchino da Fiore e Francesco d'Assisi, mirante a riscoprire la dimensione interiore dell'individuo. Con Petrarca e Ficino rifiorisce anche quello spirito neoplatonico che era emerso già nel Duecento con Bonaventura. Non ci sarebbe quindi nessun respingimento di Dio, ma anzi dei fermenti di forte rinnovamento religioso, contrariamente all'immagine paganeggiante che ne viene data da Burckhardt. La fede cristiana nel Dio che si fa uomo non aveva mai portato, peraltro, ad uno svilimento delle prerogative umane neppure nel Medioevo. Nel Rinascimento vero e proprio si avrebbe soltanto un desiderio di riscoperta rivolto maggiormente verso se stessi. L'ascetismo medievale, che pure aveva conosciuto numerose forme di vita collettiva, fu una prerogativa anche del Rinascimento, ad esempio dello spirito rinnovatore di Savonarola e di Lutero.
(K. Burdach, Dal Medioevo alla Riforma)
L'esperienza umanistica, come evidenzia Eugenio Garin, ha come caratteristica fondamentale la formazione spirituale, morale e civile dell'uomo ottenuta con la scoperta dei classici. La filologia umanistica è un esercizio atto a formare lo spirito critico, a dare il senso della dimensione storica (gli umanisti ebbero per primi la consapevolezza del distacco dal mondo antico, inesistente nel Medioevo), a rinnovare il gusto estetico e a fondare nell'uomo il senso della vita come dimensione civile e la coscienza del possesso di tutte le facoltà poste in lui dalla natura. Gli interessi puramente "umani" e lo spirito civile animano la prima grande stagione dell'Umanesimo, soprattutto dell'Umanesimo fiorentino, e stanno a fondamento di una nuova concezione dell'uomo e della natura.

### Il ruolo della società
La consapevolezza di questi temi era comunque patrimonio di una élite ristretta, che godeva di un'educazione pensata per un futuro nelle cariche pubbliche. Gli ideali degli umanisti però erano condivisi dalla maggiore fetta della società borghese, soprattutto perché si riflettevano nella prassi che si andava definendo. Gli stessi intellettuali provenivano spesso dalla società artigiana e mercantile, già impregnati degli ideali di etica civile, pragmatismo, individualismo, competitività, legittimazione della ricchezza ed esaltazione della vita attiva.
Gli artisti erano pure partecipi di questi valori, anche se non avevano un'istruzione che poteva competere con quella dei letterati; nonostante ciò, grazie anche alle opportune collaborazioni e alle grandi capacità tecniche apprese sul campo, le loro opere suscitavano un vasto interesse a tutti livelli, annullando le differenze elitarie poiché più facilmente fruibili rispetto alla letteratura, rigorosamente ancora redatta in latino.

## Il rinnovamento culturale
Il rinnovamento culturale si manifesta nel Rinascimento con la trasformazione dell'educazione scolastica. Fino ad allora i libri e il metodo didattico usato nel Trecento consisteva nell'adottare i testi medioevali dei rinomati auctores otto consistenti in filastrocche da imparare a memoria. Rapidamente, anche se ancora nel Quattrocento erano stati riprodotti a stampa, scompaiono i testi medioevali e le nuove generazioni studiano i classici nelle lingue originali: latino, greco, ebraico.
I centri della diffusione di questo nuovo sapere sono le nuove scuole di arti liberali, le cancellerie e le corti dei principi dove si insegna alle nuove emergenti classi borghesi come amministrare il potere e guidare i popoli servendosi dell'arte retorica, delle nuove ideologie e di un sapere storico, economico e sociale.
Il nuovo Umanesimo penetra anche nelle Università causando polemici contrasti tra i vecchi Studia universitatis e quelle nuove scuole sorte sotto la protezione delle corti e delle cancellerie. Gli studia humanitatis acquistano rinomanza per l'insegnamento della grammatica, della retorica e della dialettica a cui si aggiunse presto la didattica dell'aritmetica, della geometria e dell'astronomia mentre nelle tradizionali università permangono difficoltà all'accoglimento del nuovo sapere che ora, implicando anche il commento e l'analisi filologica delle grandi opere greche, dà l'avvio al rinnovamento della scienza.
Il rinnovamento operato dagli studia humanitatis si esprime nel nuovo concetto di cittadino dei secoli tra il Quattrocento e il Seicento. Lo Stato cerca nuovi politici esperti delle nuove professioni e insieme in grado di gestire la cosa pubblica. Vale ancora la definizione aristotelico e ciceroniana di uomo come essere politico che deve occuparsi della res publica. La scuola deve prepararlo presentandogli i grandi modelli del passato con lo studio dei classici strumenti per la formazione dello spirito sociale.

### Vita quotidiana
Tra il XV e XVI secolo il tempo libero è dedicato nelle corti d’Italia alle corse di cavalli e alle giostre che vedono impegnate le diverse compagnie cittadine, vere e proprie competizioni con le loro bandiere che servono da diversivi dalle cruente guerre civili.
La corte del principe poi conquista il favore del popolino con eventi particolari, residui del resto delle feste pagane, come il Carnevale dove il popolo può lasciarsi andare agli eccessi e credere di potersi sostituire per un giorno al potere costituito.
Rientravano nelle attività dedicate al tempo libero per i cavalieri inglesi, francesi e tedeschi la caccia e l'agricoltura, giudicate invece come non appropriate per chi apparteneva alla nobiltà dal letterato umanista Niccolò Niccoli e da Pietro de' Medici il quale riteneva che la propria casata, benché di origine non nobile, poteva accomunarsi all'aristocrazia adottando le tradizionali usanze dei cavalieri medioevali come il torneo e la corsa delle lance che vennero spesso praticati a Firenze. Concordava nel ritenere questi passatempi tipici del cortigiano anche il Castiglione che nell'esercizio cavalleresco identificava un'importante qualità esteriore del nobile.
Strumento di acquisizione di popolarità erano anche i sontuosi banchetti regolati da un rigido cerimoniale per la somministrazione dei cibi e l'assegnazione dei posti. I banchetti pubblici tenuti in occasione di feste famigliari, religiose o comunali si tenevano all'aperto o in grandi sale dove era in mostra la ricchezza della famiglia con l'oreficeria per la tavola o con il vasellame prezioso esposto in grandi credenze a vetro. Lo svolgimento del banchetto era inoltre allietato da musica e dai cosiddetti "intermezzi": spettacoli d'arte varia che si sviluppavano in vere e proprie rappresentazioni teatrali e commedie dell'antica Roma.
Nelle città la vita quotidiana è segnata dalle attività dei bottegai e degli artigiani che lavorano fuori delle mura della propria casa mentre quelli dediti alla tessitura e al filatoio svolgono il loro lavoro nella loro abitazione dove abitualmente ci si riunisce in grandi e confortevoli sale per i pasti e le veglie dopo cena dove si esercita l'arte del conversare a proposito di dote e interessi, di religione o di scandali locali. Successivamente si impiega il tempo libero serale per il gioco delle carte, degli scacchi o dei dadi mentre i bambini giocano a esercitarsi nella lettura

### Il ruolo della donna

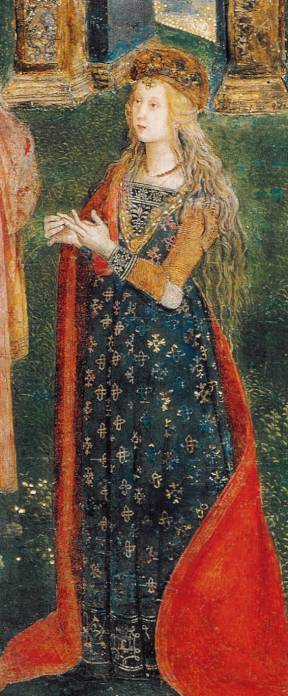
Presunto ritratto di Lucrezia Borgia nella Disputa di Santa Caterina del Pinturicchio. L'affresco si trova nell'Appartamento Borgia.

Con il Rinascimento cambia anche il ruolo della donna rispetto al Medioevo: «finalmente, per ben intendere la vita sociale dei circoli più elevati del Rinascimento, è da sapere che la donna in essi fu considerata pari all'uomo». Soprattutto in ambito educativo la donna «nelle classi più elevate era essenzialmente uguale a quella dell'uomo», distinguendosi per le sue doti letterarie e filologiche, e contribuendo al rilancio della poesia italiana «onde un numero considerevole di donne acquistarono una grande celebrità».
Fino al Trecento, secondo Paolo da Certaldo (1320 circa–1370 circa) la donna doveva seguire come modello l'esempio della Vergine Maria accudendo la casa. Le bambine, raggiunti i tre anni dovevano dormire separate dai maschietti e indossare una veste lunga sino ai piedi. Compiuti i 12 anni diveniva compito precipuo dei genitori la sorveglianza sulle figlie, libere soltanto di lavorare in casa, stando lontane dalle finestre e conservando così le principali doti femminili: pietà, pudore e onore.
Dopo il matrimonio la tutela della donna passava dal padre al marito che eviterà nei casi più coercitivi che la moglie si affacci alla finestra o che si intrattenga sulla porta di casa per spiare o per ciarlare. Le mogli, in assenza del marito si prendono allora la libertà di andare in chiesa, al mercato, al pozzo o al mulino, tutti luoghi questi dove spesso nascono amori destinati presto a morire
A partire dal Rinascimento in Italia, il ruolo della donna, in specie per quella appartenente all'aristocrazia e all'alta borghesia, al contrario del resto d'Europa, è particolarmente significativo: riceve un'educazione, come quella dell'uomo, basata sulle materie classiche e acquista rilievo nella vita sociale nella conduzione di feste, balli e tornei. La condizione femminile acquisisce valore come sposa, madre dedita alla cura della famiglia di cui cura gli interessi, anche politici, in assenza del marito. Tipico esempio di queste doti fu Lucrezia Borgia: perfetta castellana rinascimentale, acquistò la fama di abile politica e accorta diplomatica, tanto che il marito arrivò ad affidarle la conduzione politica e amministrativa del ducato quando doveva assentarsi da Ferrara. Fu anche un'attiva mecenate, accogliendo a corte poeti e umanisti come Ludovico Ariosto, Pietro Bembo, Gian Giorgio Trissino e Ercole Strozzi.

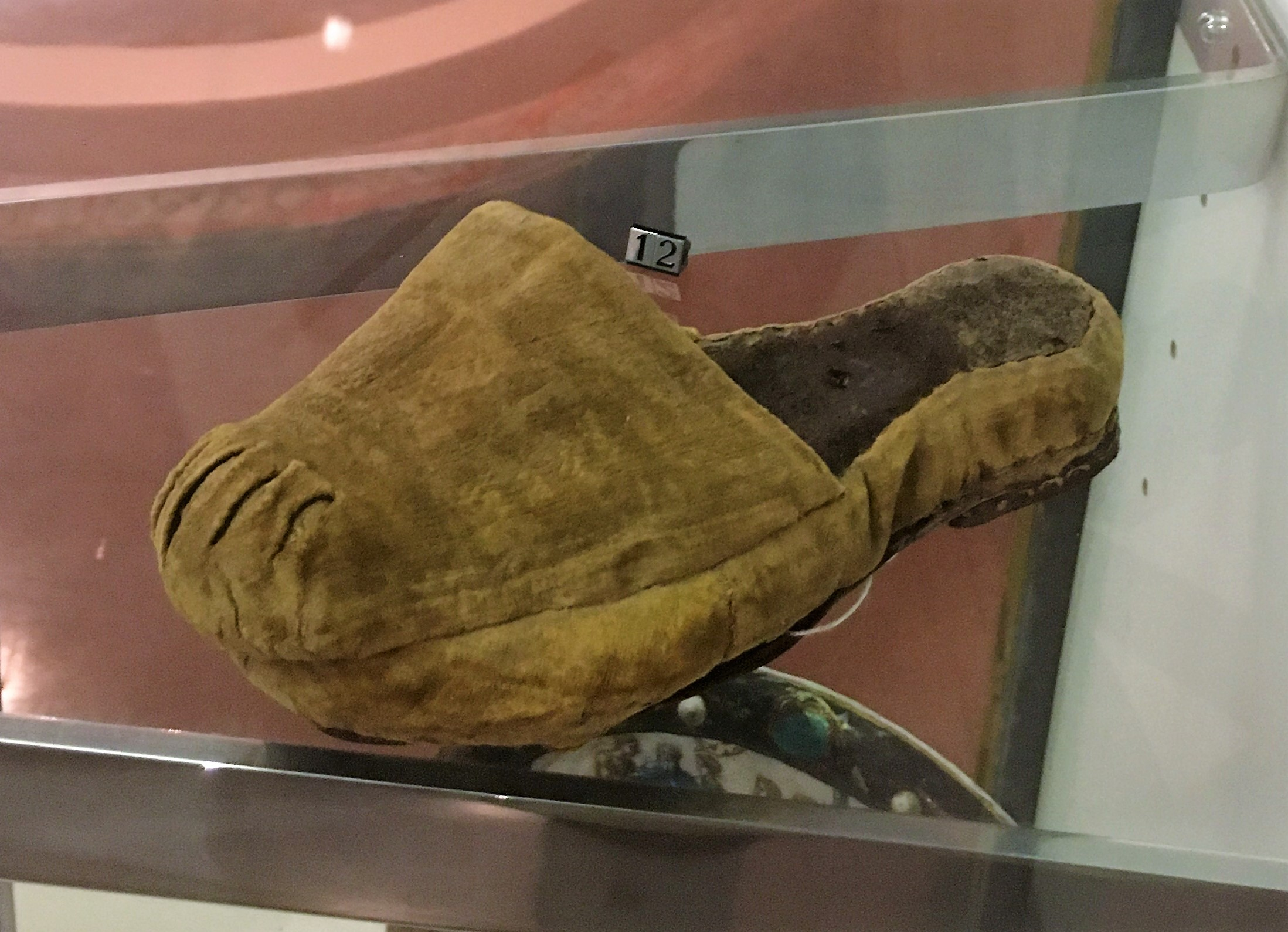
Pantofola femminile in velluto rinvenuta nel castello di Pavia, seconda metà del XV secolo, Musei Civici

L'eleganza nel vestire degli uomini e delle donne italiane nel Rinascimento non ha pari nel resto d'Europa. Per evitare eccessive stravaganze vari provvedimenti impongono regole restrittive nonostante le quali però non riescono a controllare l'influenza francese e spagnola. Le donne curano in modo particolare il loro aspetto dal colore della pelle sino a quello dei capelli che la moda prescrive dover essere biondi. L'uso dei cosmetici e del profumo sono tanto diffusi che persino nel contado divengono abituali.
Chi aspira a mostrare la propria agiatezza tramite l'abbigliamento e preziosi gioielli sono le donne della buona società e le cortigiane alle quali successivamente viene vietato di indossare stoffe pregiate che tuttavia continuano a essere usate per abiti lussuosi nascosti sotto un mantello di sargia nera. Nel 1546 Cosimo I impone alle cortigiane di portare un nastro giallo per non essere confuse con le donne di buona famiglia..

### La famiglia
Dopo il 1348, a seguito delle epidemie di peste, la famiglia era di solito formata da 4 persone, i genitori e due figli. Agli inizi del Trecento le famiglie tendevano a essere molto più numerose e multinucleari come quelle che si riformarono agli inizi del Quattrocento dove leggi e regolamenti raccomandavano le più larghe coabitazioni dei membri appartenenti allo stesso lignaggio e dei parenti acquisiti (parentado) con i matrimoni. Anche i domestici erano considerati membri della famiglia alla cui vita privata spesso partecipavano anche i vicini e gli amici che potevano essere stati scelti come padrini del figlio e dunque divenire compari dei genitori instaurando così un vincolo di parentela tale da costituirli come vere e proprie clientele delle famiglie dei potenti
I rapporti sociali erano frequenti: i bambini si radunavano in brigate che spesso si azzuffavano tra loro. Le donne si raccoglievano nelle varie abitazioni per pregare in speciali occasioni o per ciarlare degli ultimi avvenimenti di cronaca. Molto praticato con piacere era il gioco d'azzardo che si svolgeva dovunque nelle strade della città.

### Le abitazioni
Le abitazioni riflettevano la condizione sociale per cui i salariati e i piccoli agricoltori in campagna abitavano in casupole di paglia e fango che nel territorio toscano erano costruite in muratura e abbastanza vaste per essere più confortevoli. Nei villaggi e nelle borgate circondate da mura di difesa le case sono ancora più solide ma di piccola cubatura. A Firenze le case più umili usavano i mattoni mentre erano in pietra quelle della borghesia: la nobiltà e il ceto medio abitava in case fortificate protette da torri di avvistamento e difesa.
Su tutte le dimore primeggiava la casa del principe come Palazzo Medici a Firenze residenza signorile sino a quando nel 1540 Cosimo trasferì la famiglia a Palazzo Vecchio che lo accresce, con l'arte del Vasari, di ambienti appositi adatti a ospitare la corte che circonda il sovrano Cosimo raffigurato negli arazzi per le grandiose imprese a cominciare dall'unificazione della Toscana che assicurò la pace e per le sue personali doti, fra cui la castità. I mobili, scomparsi quasi del tutto, consistono in letti con lussuosi baldacchini, tavoli massicci, armadi per gli studioli, sedili tutte opere delle botteghe fiorentine della seconda metà del Cinquecento che donati e ricevuti in dono, comprati e venduti dai granduchi conquistano il mercato europeo.

## Diffusione territoriale

### Rinascimento italiano

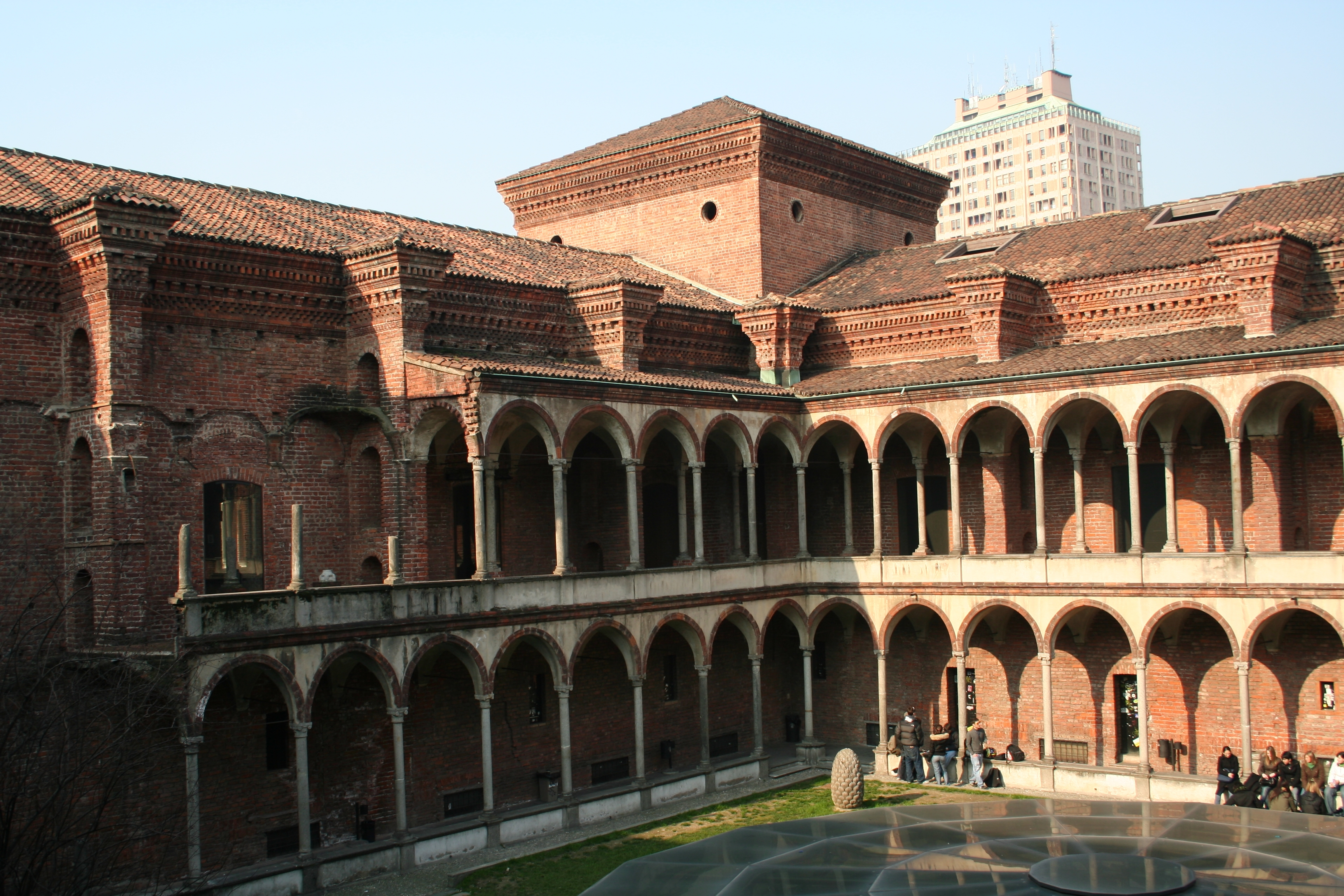
Cortile rinascimentale della Cà Granda, Spedale maggiore di Milano progettato da Filarete per il Duca Francesco Sforza

La diaspora degli intellettuali provenienti da Costantinopoli, dopo la conquista degli ottomani, portò in Italia grandi personalità del mondo greco-romano, che insegnarono a Venezia, Firenze, Ferrara, Napoli e Milano. Si diffuse la conoscenza del greco e degli studi umanistici, grazie anche alle famiglie potenti dei Medici a Firenze, dei Malatesta a Rimini, degli Este a Ferrara, degli Sforza a Milano, dei Gonzaga a Mantova, dei duchi di Montefeltro a Urbino, dei nobili veneziani, della corte papale a Roma e dei d'Aragona a Napoli.

#### Rinascimento a Firenze

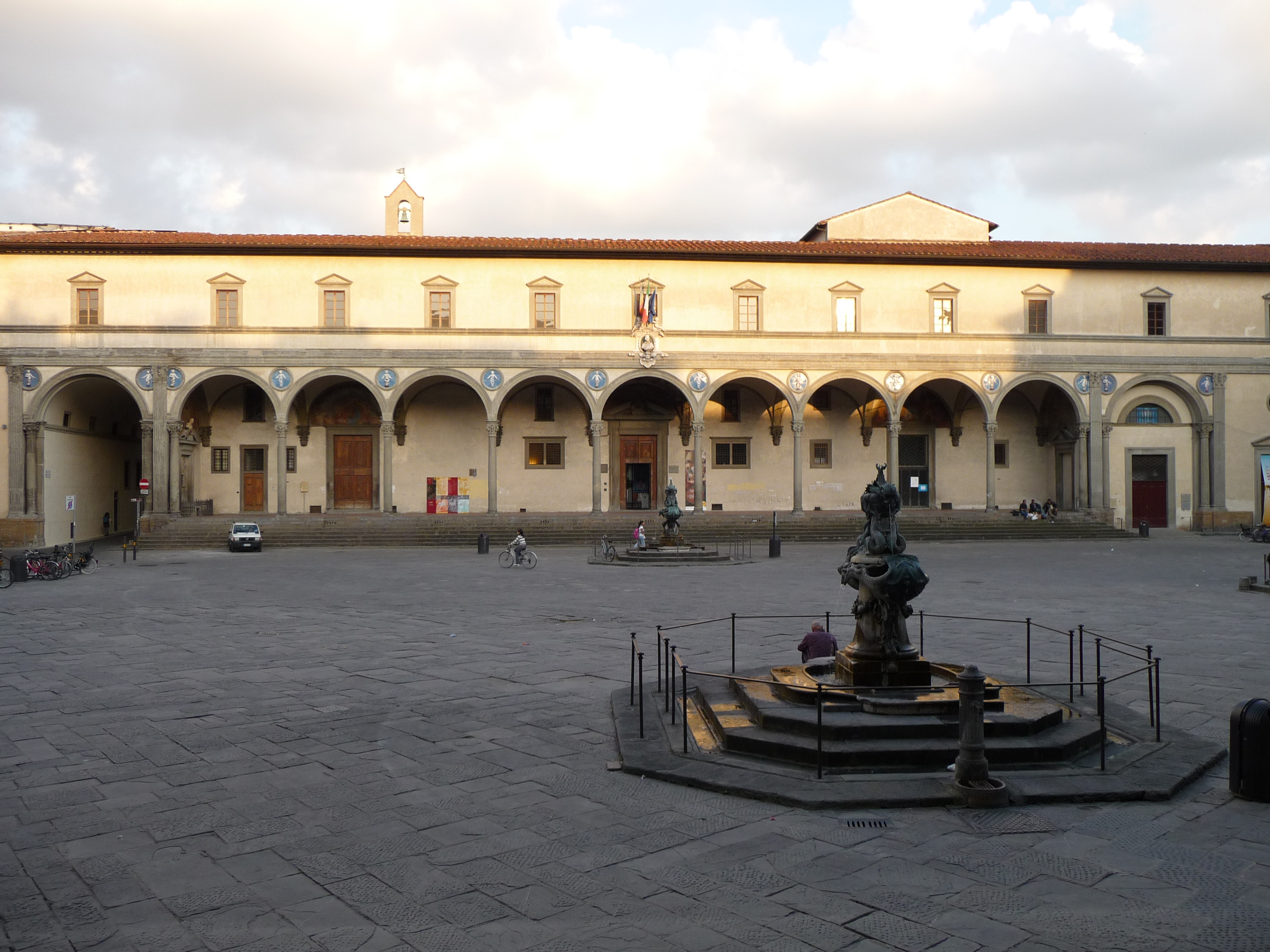
Filippo Brunelleschi, Spedale degli Innocenti, Firenze

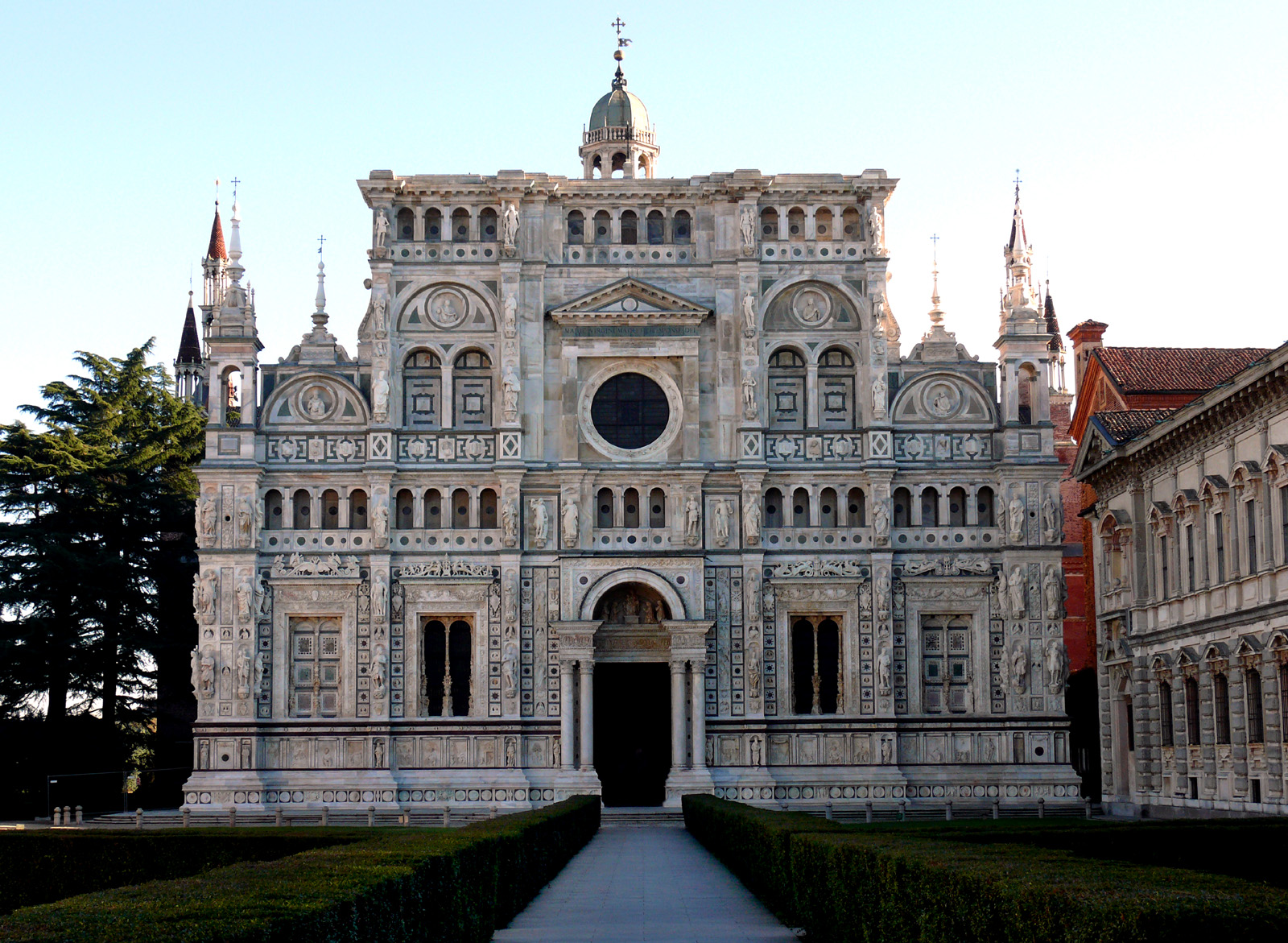
Facciata della Certosa di Pavia

Il rinnovamento culturale e scientifico iniziò negli ultimi decenni del XIV secolo e nei primi del XV secolo a Firenze e affondava le radici nella riscoperta dei classici, iniziata già nel Trecento da Francesco Petrarca e altri eruditi. Nelle loro opere l'uomo incominciò a essere l'argomento centrale accanto a Dio (il Canzoniere di Petrarca e il Decameron di Boccaccio ne sono un chiaro esempio).
In città, in concomitanza con una fioritura economica, per quanto effimera, e con alcuni successi militari e politici, si aprì una stagione in cui i legami con le origini romane, per altro mai venute meno, vennero rinsaldati e produssero un linguaggio figurativo radicalmente diverso da quello allora preponderante del gotico internazionale. Nel campo delle arti visive vissero contemporaneamente in città tre grandissimi maestri che rinnovarono in maniera irreversibile i linguaggi dell'architettura, della pittura e della scultura, rispettivamente Filippo Brunelleschi, Masaccio e Donatello. Il cambiamento artistico non fu altro che un indicatore del cambiamento dei tempi e della mentalità.
È sbagliato però immaginare un'avanzata trionfante del linguaggio rinascimentale che procede contro una cultura sclerotica e morente, come impostato da una storiografia ormai sorpassata: il tardo gotico fu un linguaggio vivo come non mai, che in alcuni paesi venne apprezzato ben oltre il XV secolo, e la nuova proposta fiorentina fu all'inizio solo un'alternativa di netta minoranza, inascoltata e incompresa nella stessa Firenze per almeno un ventennio, come dimostra ad esempio il successo in quegli anni di artisti come Gentile da Fabriano o Lorenzo Ghiberti.

### Rinascimento europeo

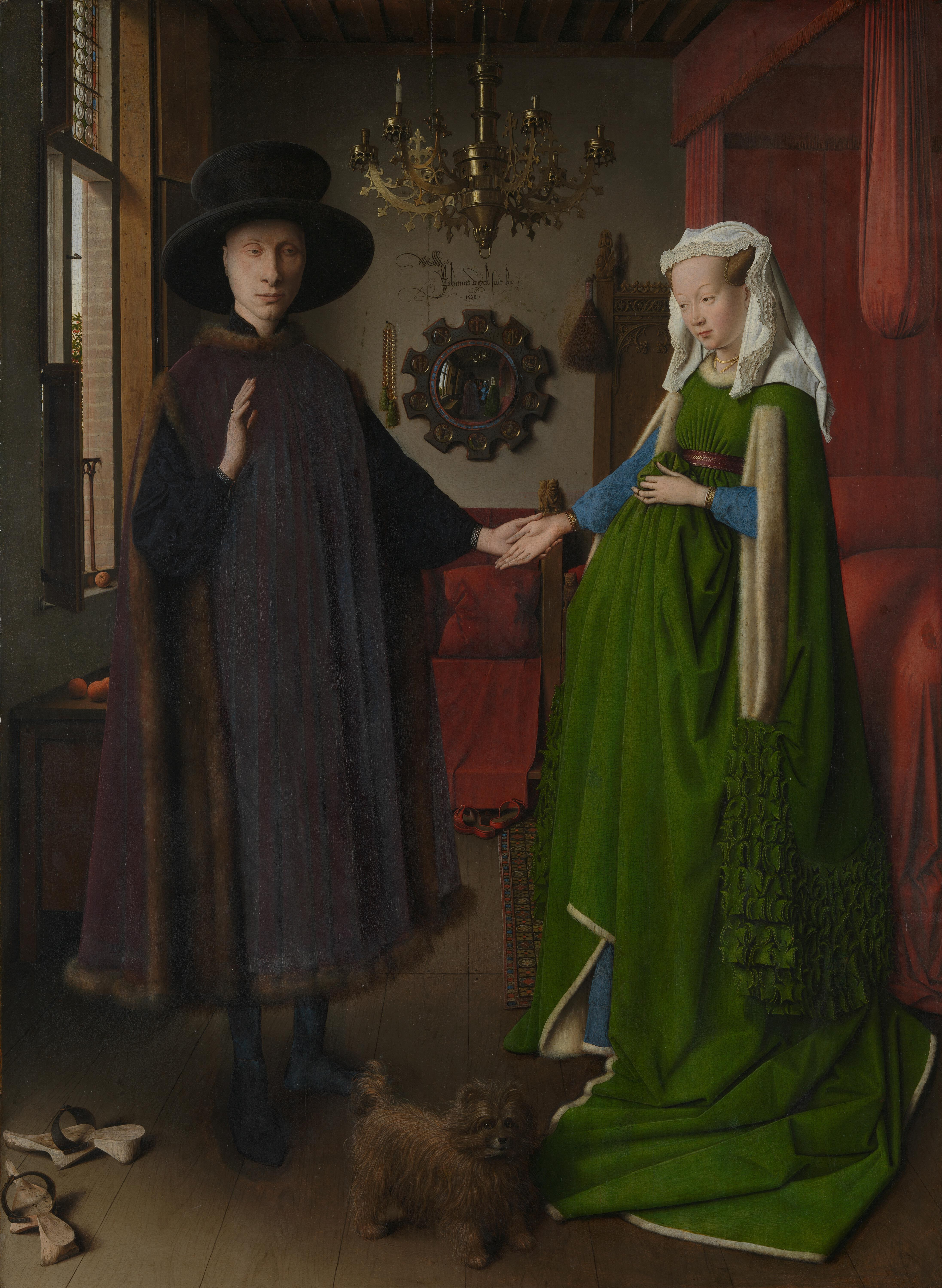
Jan van Eyck, Ritratto dei coniugi Arnolfini (1434) un'opera chiave del Rinascimento fiammingo

Il Rinascimento in Europa si affermò gradualmente con l'influenza dei modi italiani, nel corso dei secoli XV e XVI. Un rinnovo artistico indipendente da quello della Penisola si ebbe nelle Fiandre all'inizio del XV secolo, il cosiddetto periodo dei Primitivi fiamminghi, ed è talvolta indicato dagli storiografi come un "Rinascimento" a sua volta, condividendo alcune caratteristiche teoriche col Rinascimento italiano, quali la rinnovata ricerca di realismo nell'arte, senza tuttavia avere una altrettanto forte base teorica e letteraria.
Sul finire del XV secolo la fama degli artisti italiani aveva ormai travalicato i confini della penisola, rendendoli richiesti anche dalle corti europee. Talvolta si trattò di viaggi isolati, senza conseguenze nelle vicende artistiche locali, altre volte, grazie all'interesse di re, principi e signori, si assistette a una presenza più consistente e legate nel tempo, capace di originare vere e proprie scuole di derivazione italiana. Il caso più emblematico è forse la corte di Francesco I di Francia, dove artisti come Leonardo da Vinci, Rosso Fiorentino, Francesco Primaticcio, Benvenuto Cellini e altri vennero accolti e protetti, dando il via alla cosiddetta scuola di Fontainebleau, importante fucina del tardo Rinascimento.

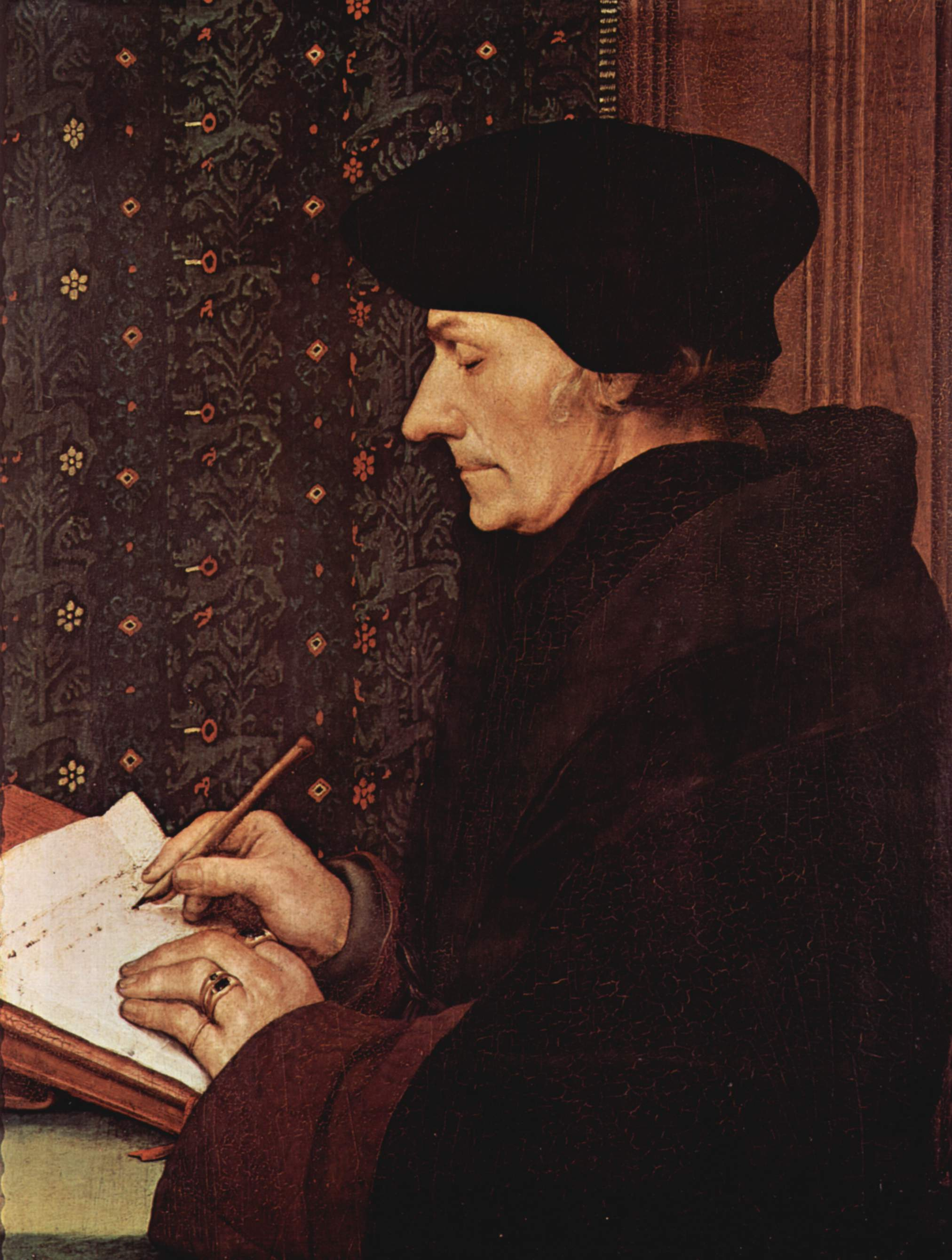
Erasmo da Rotterdam, fra i più illustri letterati dell'epoca

Altre volte furono gli artisti stranieri a recarsi in Italia per apprendere i segreti della prospettiva e del fare arte in generale. Emblematici furono in questo senso i due viaggi di Albrecht Dürer a Venezia (1494-1495 e 1506-1507), dove il geniale artista tedesco poté constatare anche, con una certa amarezza, l'alto status di cui godevano gli artefici sul suolo italiano, rispetto alla figura di semplici artigiani, di retaggio medievale, che era all'ordine del giorno, anche in una città ricca e cosmopolita come la sua Norimberga.
Nel corso del XVI secolo, anche per la presenza continua di eserciti stranieri lungo la penisola, l'Europa in generale si appassionò dello stile italiano, diventato ormai un modello imprescindibile per qualsiasi artista. Si può parlare allora in maniera equivocabile di nuove scuole rinascimentali extra-italiane, quali quella francese, tedesca, spagnola, inglese, fiamminga e olandese.

### Il tramonto del Rinascimento
Con la decadenza politica ed economica in Italia il Rinascimento entrò nella sua fase discendente, poiché si spensero quelle forze creative che gli avevano dato vigore. Le sventurate vicende politiche della penisola fecero vacillare la fede nelle capacità dell'individuo, facendo riaffiorare la superstizione e la speranza nel miracoloso, il senso della precarietà, le assillanti domande sul lecito e l'illecito. Nel frattempo il pensiero politico rifuggiva dalla chiarezza lineare di Machiavelli. Sullo scorcio del XVI secolo prevaleva ormai lo stato d'animo della Controriforma e il Tasso esprimeva il tormento dell'uomo nuovamente attanagliato dall'angoscia del peccato.

## Discipline

### Storiografia e letteratura
Una delle rotture più significative con la tradizione medievale si produsse nel campo della storiografia. Gli storici, tra i quali furono insigni Flavio Biondo (nel XIV secolo), Machiavelli e Guicciardini (nel XV secolo), abbandonarono la visione medievale legata a un concetto di tempo segnato dall'avvento di Cristo, per sviluppare un'analisi degli avvenimenti concepita laicamente, con un atteggiamento critico verso le fonti. La storia divenne una branca della letteratura e non più della teologia e si rifiutò la convenzionale divisione cristiana che doveva avere inizio con la Creazione, seguita dall'Incarnazione di Gesù e dal Giudizio finale. La visione rinascimentale esaltava invece il mondo greco-romano, condannando il Medioevo come un'era di barbarie e proclamando la nuova epoca come era di luce e di rinascita del mondo classico.
Il fervido interesse per l'antichità si concretò nella ricerca e nel restauro dei manoscritti dei grandi autori greci e latini: i Dialoghi di Platone, le Storie di Erodoto e Tucidide, le opere dei drammaturghi e dei poeti greci, riscoperti e pubblicati dopo la caduta di Costantinopoli, che risvegliarono in Europa occidentale un nuovo fervore filologico.

### Arti figurative

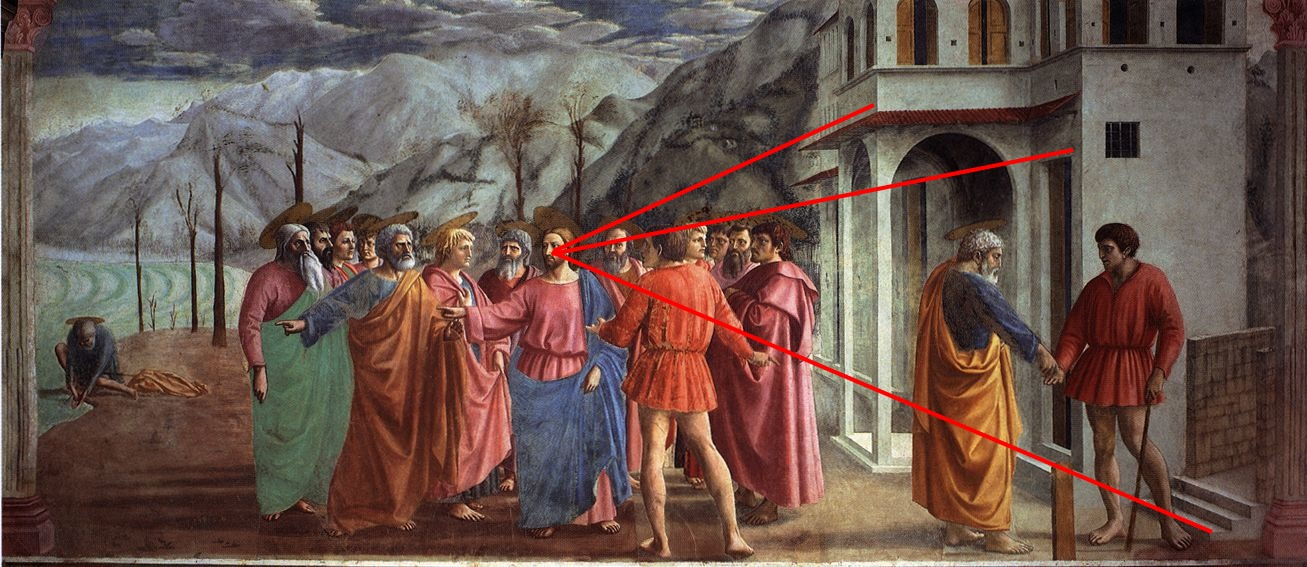
Schema prospettico del Pagamento del Tributo di Masaccio nella Cappella Brancacci (1425)

Sandro Botticelli - Nascita di Venere. Opera iconica del Rinascimento

Anche nel campo delle arti figurative le innovazioni rinascimentali affondavano le radici nel XIV secolo: ad esempio le ricerche intuitive sullo spazio di Giotto, che Giorgio Vasari considera essere un anticipatore del Rinascimento, poiché dà per primo massa corporea e caratterizzazione fisionomica realistica alle figure umane, superando del tutto lo ieratismo bizantino. Le sperimentazioni pittoriche di Ambrogio Lorenzetti o dei miniatori francesi vennero approfondite e portate a livelli di estremo rigore, che arrivarono a produrre risultati rivoluzionari.
Furono almeno tre gli elementi essenziali del nuovo stile:
1. Formulazione delle regole della prospettiva lineare centrica, che organizzava lo spazio unitariamente
2. Attenzione all'uomo come individuo, sia nella fisionomia e anatomia sia nella rappresentazione delle emozioni
3. Ripudio degli elementi decorativi e ritorno all'essenzialità.

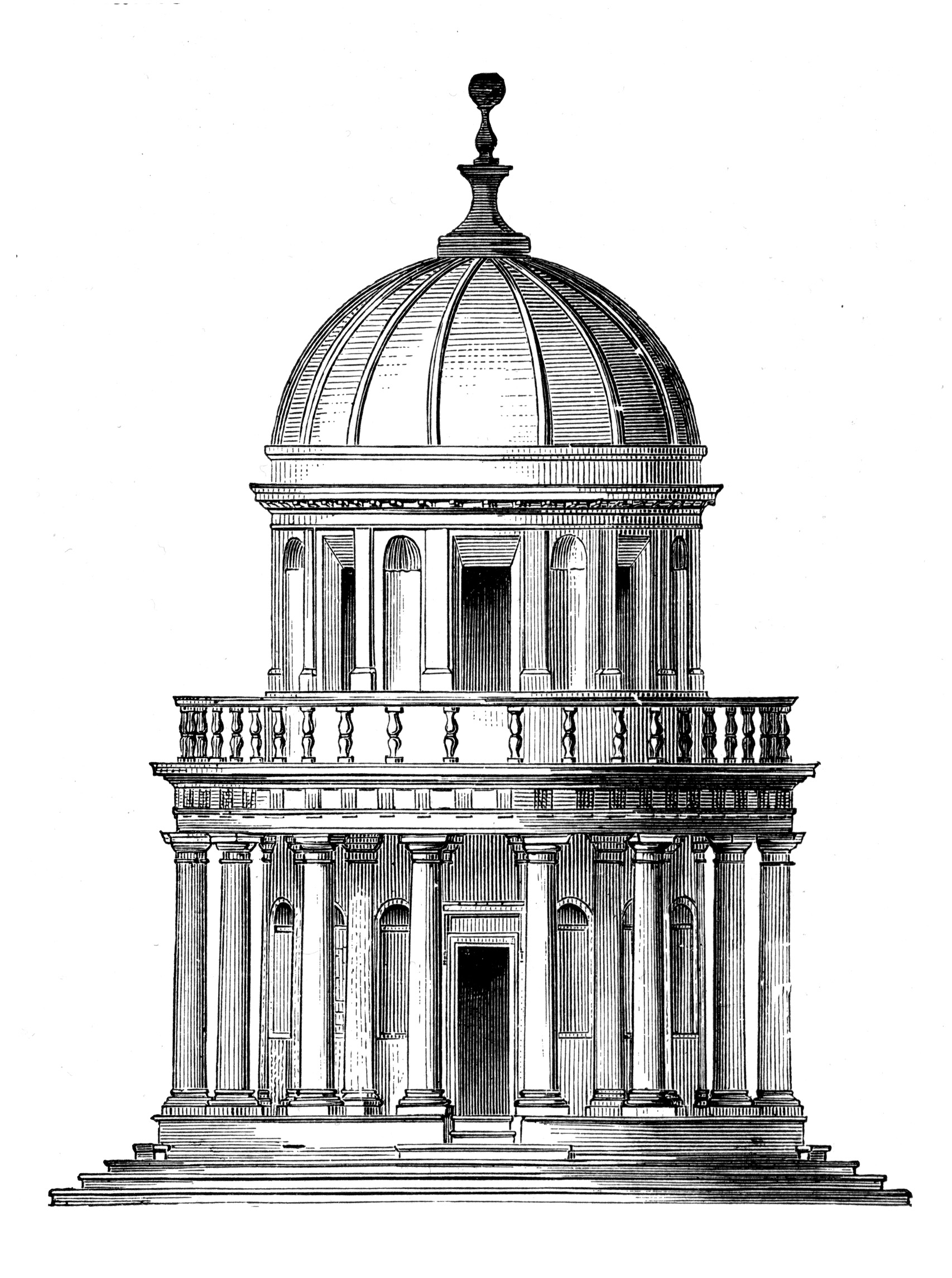
Il tempietto del Bramante a Roma, considerato uno degli esempi più significativi d'architettura rinascimentale

L'arte del Rinascimento vede lo studio e la riscoperta dei modelli antichi, sia in architettura sia in scultura. Vengono riscoperti e riutilizzati elementi architettonici dell'arte classica, e lo studio architettonico si concentra prevalentemente sull'organizzazione armonica dei volumi, degli spazi, della luce all'interno dell'edificio. L'architettura diventa armonia, proporzione, simmetria, e riflette la nuova dimensione armonica e sinergica che l'uomo ha trovato nel rapporto con la natura e con Dio, un rapporto ormai non più caratterizzato dal timor dei medievale (che veniva tradotto in architettura nella vertiginosa altezza della chiesa gotica, che faceva sentire il fedele che vi entrava piccolo di fronte all'immensità dell'Onnipotente).
La prima fase dell'arte rinascimentale è incentrata su Firenze, città che diventa uno dei centri mondiali di diffusione ed elaborazione della nuova cultura umanistico-rinascimentale. Fervida è qui l'attività di grandi artisti e letterati, in tutti i campi artistici, e proprio questo fervore artistico rende la signoria medicea principale polo culturale italiano in questo periodo. In seguito, a partire dal primo Cinquecento, Roma, capitale della controriforma, diventerà il centro indiscusso dell'arte, che acquisirà un linguaggio maturo grazie particolarmente a Michelangelo e Raffaello, che avviano il manierismo con la ricerca di un canone perfetto, che diventi modello da riprodurre (la Pietà Vaticana di Michelangelo può essere vista, in questo senso, come conclusione di questo percorso artistico). Nell'Italia settentrionale la frammentazione politica e la presenza di numerose corti, intente a primeggiare le une sulle altre anche in campo artistico, sarà uno sprone per la promozione dell'arte, in Toscana, Lombardia, Emilia e nel Veneto.

### Teatro

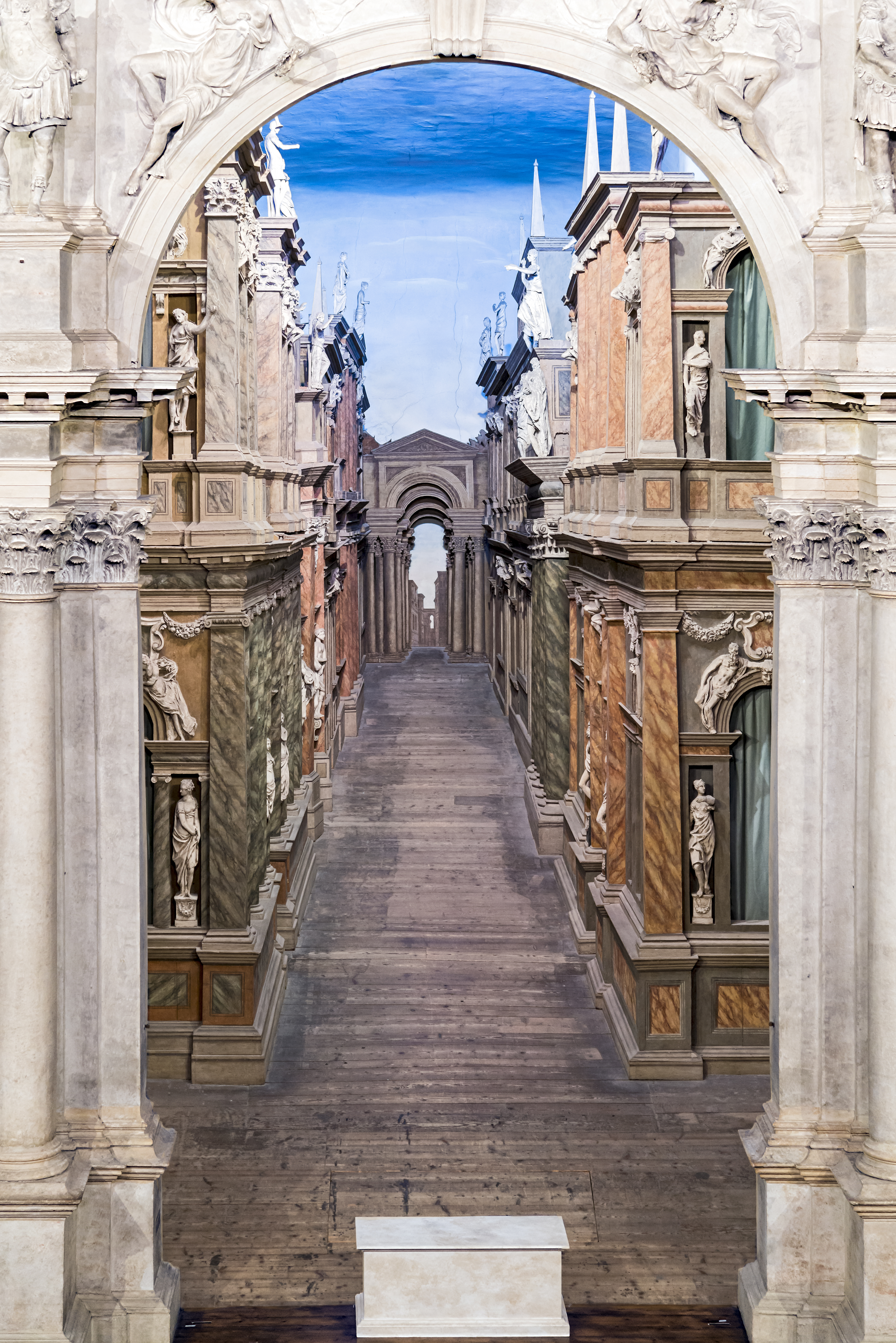
Andrea Palladio e Vincenzo Scamozzi, Teatro Olimpico, Vicenza

Il Rinascimento fu l'Età dell'oro del teatro, sia in Italia sia presso le altre corti europee. La riscoperta dei testi classici greci e latini creò una moltiplicazione e diffusione degli spettacoli teatrali che fece superare, anche se in tempi diversi, prima in Italia che nel resto d'Europa, le classiche sacre rappresentazioni diffuse ormai fin dall'inizio del Medioevo.
La presenza degli Umanisti presso tutte le corti europee fu determinante, attraverso la rimessa in scena dei capolavori di Plauto, Terenzio, dei tragici greci e di Seneca, per una nuova visione dell'arte rappresentativa e per la laicizzazione del teatro.

Come testimoniato nei i Diarii di Marin Sanudo, tra il 1400 e il 1500 nella Repubblica di Venezia all'esterno e dentro i palazzi delle élite nobiliari e mercantili si sviluppano forme innovative di festa e d'intrattenimento, che coniugano una parte ufficiale, diffusa nelle vie cittadine, e una privata, svolta nei palazzi e destinata agli ospiti più esclusivi. I promotori di tali eventi sono le Compagnie della Calza.
Al centro delle feste vi sono le raffigurazioni teatrali di Angelo Beolco, detto Ruzante, e Francesco de' Nobili, detto Chèrea, oppure di Domenico Tajacalze, Zuan Polo e Cimador. Si spazia dalla commedia regolare, alle parodie letterarie alle allegorie, dai dialoghi giocosi alle scene tragiche.
Molti intellettuali riscoprirono i testi classici e li attualizzarono, come nel caso de La Mandragola (1518) di Niccolò Machiavelli e de La Calandria (1513) di Bernardo Dovizi da Bibbiena.
Il teatro classico si diffuse in tutta Europa e i testi furono spesso ripresi da vari autori: Nicholas Udall, ad esempio, mise in scena una sua versione del Miles gloriosus di Plauto tradotto in inglese col titolo Ralph Roister Doister nel 1535. La stessa commedia plautina venne rappresentata anche in Francia da Jean Antoine de Baïf, che vi aggiunse altri testi classici come Eunuchus di Terenzio e l'Antigone di Sofocle. Sempre sull'esempio del teatro greco, nell'Ungheria del sovrano-umanista Mattia Corvino, Péter Bornemisza mise in scena una sua versione dell'Elettra di Sofocle intitolata semplicemente Tragedia in lingua ungherese (1558).

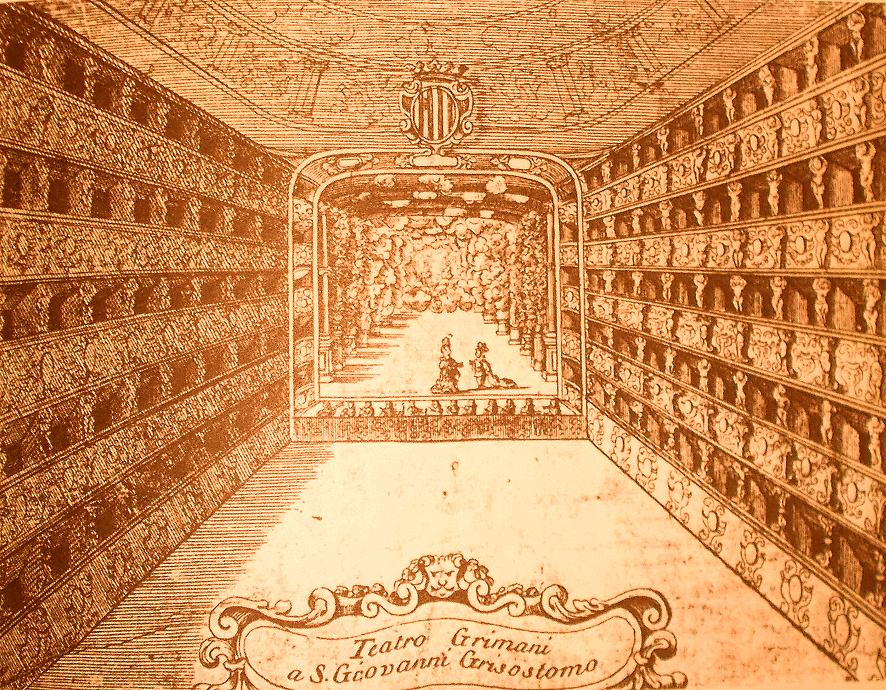
Teatro Grimani a Venezia

Il teatro rinascimentale ebbe un forte sviluppo grazie anche all'applicazione delle novità pittoriche e architettoniche. La prospettiva e la ricostruzione di teatri sull'esempio di quelli greco-romani, sono alla base della costruzione del celebre Teatro Olimpico di Andrea Palladio.
Molti artisti si specializzarono nelle scenografie come Sebastiano Serlio e Baldassarre Peruzzi, altri, come Giovanni Maria Falconetto e Vincenzo Scamozzi, nel rinnovato uso degli spazi scenici non più riservati ai luoghi tradizionali. In Spagna, ad esempio, vi fu il Teatro de salon per la corte e i palazzi nobiliari e i Corrales per il pubblico pagante. In contemporanea anche in Italia nacquero teatri a pagamento soprattutto verso la seconda metà del Cinquecento, che servirono principalmente per lanciare il nuovo genere della Commedia dell'arte.
A Roma  alla fine del XVI secolo, si gettarono le basi per una nuova forma di spettacolo: il Melodramma che in Italia ebbe fra i primi autori Claudio Monteverdi. Inizialmente si trattò di intermezzi tra un atto e l'altro delle commedie, che in seguito presero sempre più spazio sul palco fino a diventare una forma autonoma di rappresentazione, anticamente chiamata recitar cantando e che si sviluppò fino a creare delle vere e proprie opere autonome.

### Scienze e tecnologia

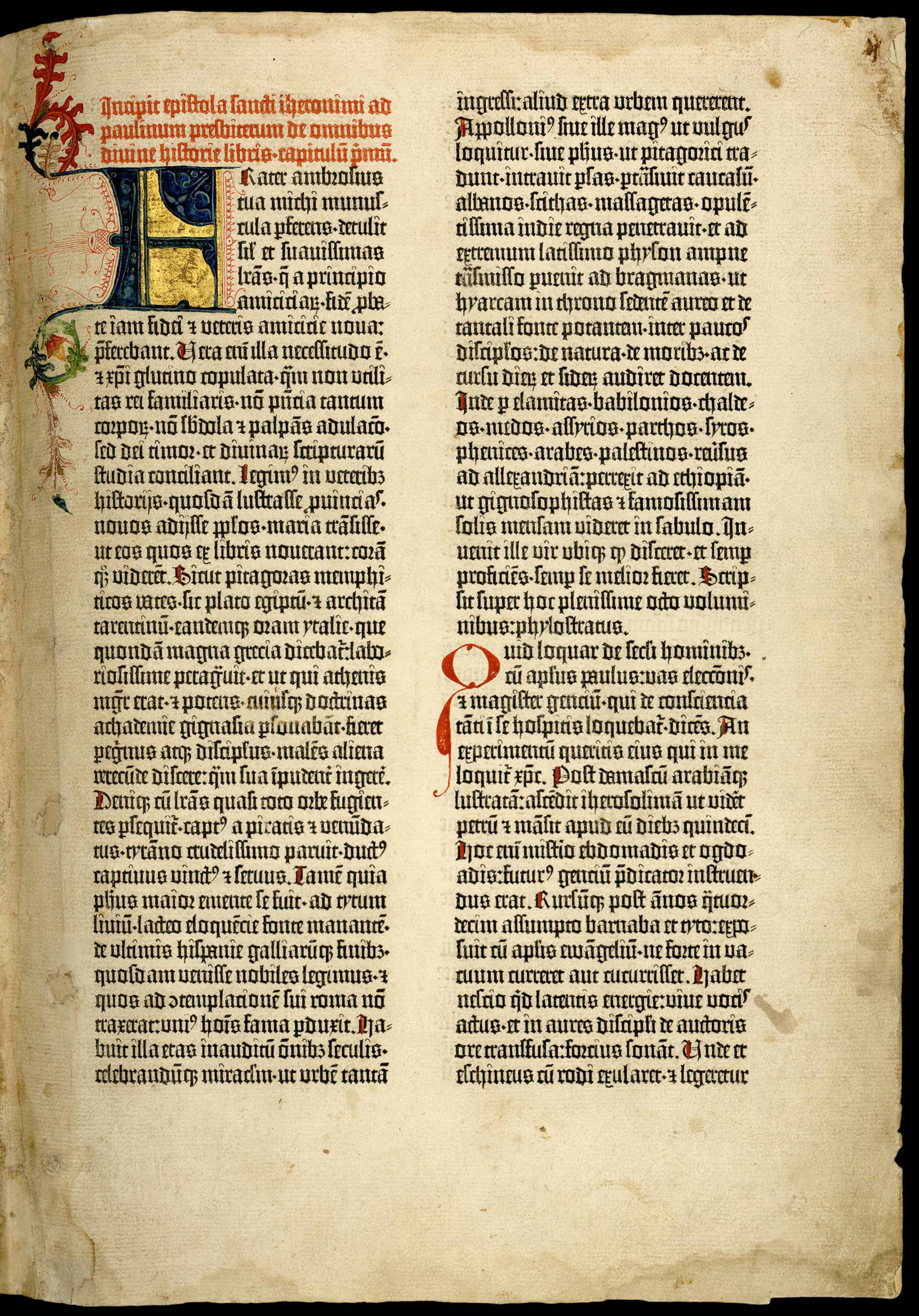
Una pagina della prima Bibbia stampata da Gutenberg con i caratteri mobili

Il nuovo approccio verso il mondo vide il declino dell'auctoritas e della conoscenza speculativa che aveva come fine la contemplazione della verità, legata indissolubilmente a Dio. A questo concetto si affiancò quello della conoscenza funzionale, che ha validità in quanto utilizzabile in possibili sbocchi pratici: scienza e tecnologia divengono quindi un'unica disciplina, che cerca la conoscenza della natura per modificarla secondo le proprie esigenze. Non a caso i più grandi esponenti della cultura rinascimentale (Salutati, Bruni, Valla, Decembrio) erano anche uomini impegnati in politica, cioè in un'attività pratica. In questo periodo si assiste anche alla ripresa della magia e dell'alchimia, che sebbene fossero guardate con sospetto dai primi padri della Chiesa, erano di nuovo state legittimate già nel basso Medioevo dagli scolastici cristiani come Ruggero Bacone, Alberto Magno, Tommaso d'Aquino.. Esse diventano ora scienze positive della trasformazione e del dominio dell'uomo sugli elementi.
Il sapere scientifico (matematica, geometria, fisica) acquista una diffusione mai così capillare, con applicazioni pratiche in molte attività della borghesia.
L'afflusso di intellettuali provenienti da Costantinopoli, dovuto sia alla ricomposizione momentanea dello scisma tra le Chiese d'Oriente e d'Occidente (1438), sia alla conquista della città compiuta dai turchi ottomani nel 1453, portò grandi personalità nelle Università di Firenze, Ferrara e Milano, diffondendo la conoscenza del greco, della filosofia, lo studio del greco tra il XV e il XVI secolo. Gli studi umanistici furono incoraggiati e sostenuti dalle famiglie dei Medici di Firenze, degli Este di Ferrara, degli Sforza di Milano, dei Gonzaga di Mantova e dei duchi di Montefeltro di Urbino, dei nobili di Venezia e della Roma papale.
Alcuni dei più noti trattati greci di matematica furono tradotti nel XVI secolo, mentre erano date alle stampe le opere di astronomia di Niccolò Copernico, Tycho Brahe e Keplero. Verso la fine del XVI secolo, Galileo applicò i modelli matematici alla fisica. Lo studio della geografia fu trasformato dalle nuove informazioni ricavate dalle grandi esplorazioni geografiche.
In campo tecnologico, l'invenzione della stampa a caratteri mobili nel XV secolo da parte di Gutenberg rivoluzionò la diffusione del sapere e la circolazione delle informazioni. La nuova invenzione aumentò notevolmente la quantità di libri in circolazione, aiutò a eliminare gli errori di trascrizione e trasformò lo sforzo intellettuale in un'attività di confronto e di scambio piuttosto che di studi solitari e isolati. Le migliorie nella tecnologia navale aprirono alle flotte europee le rotte oceaniche, l'impiego della polvere da sparo rivoluzionò le tattiche militari tra il 1450 e il 1550, favorendo lo sviluppo dell'artiglieria che rivelò i suoi effetti devastanti contro le mura di castelli e città, distruggendo il mito atavico della cavalleria medievale.

#### Medicina
Il Rinascimento fece inoltre notevoli progressi nel campo della medicina e dell'anatomia, scienze per le quali venne redatta anche, tra il XV e il XVI secolo, la prima traduzione delle opere di Ippocrate e Galeno, che pur contenendo in sé poco di scientificamente applicabile, incoraggiarono lo studio della sperimentazione medica e dell'anatomia umana. Andrea Vesalio fu uno dei primi a studiare i cadaveri dissezionati.

### Filosofia
In filosofia si assiste alla rinascita del neoplatonismo, al quale si devono quel rinnovato interesse per il bello e quella fioritura di espressioni artistiche che videro l'Italia protagonista. L'amore per il bello e per l'armonia del cosmo, significati dal concetto neoplatonico di anima del mondo, originò infatti le innumerevoli opere d'arte di questo tempo. Risulta esemplare in proposito una frase di Pietro Bembo, che nel Cinquecento scriveva: «Perciò che è verissima openione, a noi dalle più approvate scuole de gli antichi diffinitori lasciata, nulla altro essere il buono amore che di bellezza disio».

### Diritto
Nel campo del diritto perse importanza il metodo dialettico di tradizione medievale, a favore di una più attenta interpretazione storico-filologica del diritto romano. Per i giuristi rinascimentali l'obiettivo centrale del governo era quello di mantenere la pubblica sicurezza e la pace interna, ridimensionando il valore della libertas, del diritto e della giustizia in senso teorico.

### Politica
Grandi stravolgimenti politici interessarono sia le principali città-stato della penisola, che si svilupparono in stati regionali espandendosi a spese dei vicini, senza peraltro arrivare alla realizzazione dell'unità nazionale, sia la nascita degli stati nazionali europei in Spagna, Francia e Inghilterra. La nuova realtà fece sviluppare la diplomazia, con l'istituzione, entro il XVI secolo, di ambasciate permanenti.

### Religione
Gli uomini di Chiesa del Rinascimento, soprattutto quelli di rango elevato come papi, cardinali e vescovi, modellarono il proprio comportamento sull'etica della società laica, distinguendosi ben poco da quelle dei grandi mercanti e dei principi dell'epoca. Il cristianesimo rimase comunque un elemento vitale nella cultura dell'epoca.

### Musica

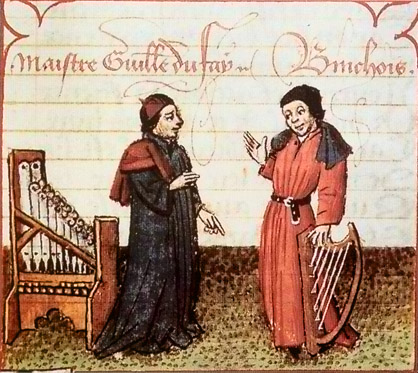
Guillaume Dufay (a sinistra) e Gilles Binchois (a destra)

Verso la fine del Quattrocento la scuola franco fiamminga musicale, che si sviluppò finanziata nelle scuole delle cattedrali dalla borghesia benestante, prese e rinnovò grandemente le preesistenti forme della messa, del mottetto e della chanson. Ponendo le consonanze per terze (ancora oggi familiari all'orecchio occidentale) e la forma imitativa del canone alla base delle loro procedure compositive, i fiamminghi (tra cui ricordiamo il fondatore Guillaume Dufay e il grande Josquin Des Prez) rivoluzionarono la pratica della polifonia ereditata dall'Ars nova e dall'Ars antiqua. Il lavoro di questi compositori poneva le basi per lo sviluppo di quella che sarebbe stata la teoria dell'armonia.
All'inizio del Cinquecento gli eccessi della scuola fiamminga provocarono una reazione e una nuova tendenza alla semplificazione, come si può vedere nell'opera di Josquin Des Prez, dei suoi contemporanei fiamminghi e, più tardi, nell'opera di Giovanni Pierluigi da Palestrina, che erano in parte spinti dalle limitazioni imposte alla musica sacra dal Concilio di Trento che scoraggiava l'eccessiva complessità. Le complessità dei canoni quattrocenteschi furono progressivamente abbandonate dai fiamminghi in favore dell'imitazione a due e tre voci (fino ad arrivare a sei voci reali) e con l'inserimento di sezioni in omofonia che sottolineavano i punti salienti della composizione. Palestrina, probabilmente il massimo compositore del XVI secolo, produsse composizioni in cui un contrappunto fluido alternava fittamente consonanze e dissonanze con un suggestivo effetto di sospensione.